# Bidaurreta
Bidaurreta – gmina w Hiszpanii, w Nawarze, o powierzchni 5,14 km². W 2011 roku gmina liczyła 155 mieszkańców.